# メレアグロス (マケドニア王)
メレアグロス（希：Μελέαγρος, ラテン文字転記：Meleagros、在位：紀元前279年）は、紀元前3世紀のマケドニア王である。
メレアグロスは先代の王プトレマイオス・ケラウノスの弟で、エジプト王プトレマイオス1世の子である。メレアグロスは兄がガリア人との戦いで死んだ後に即位した。しかし、彼は2か月の統治の後、カッサンドロスの甥アンティパトロス・エテシアスによって廃位された。

## 註
1. ↑  ディオドロス, XII. 4

## 参考URL
- ディオドロスの『歴史叢書』の英訳